# Поляки в Санкт-Петербурге
Поляки в Санкт-Петербурге  — собирательное название лиц польской национальности, проживающих временно или постоянно в городе Санкт-Петербурге. По данным переписи населения в 2010 году на территории города проживают 2647 поляков, что составляет 0,05 % от всего населения Петербурга. Хотя сегодня это относительно малая диаспора и продолжает стремительно сокращаться, до революции она достигала 36 000 человек и таким образом являлась второй крупнейшей диаспорой после немецкой.

## Численность
Исторически польская диаспора была очень крупной и состояла из интеллигенции, студентов и рабочих мигрантов, после революции она стала стремительно сокращаться в результате миграции и сталинских репрессий. Остальные поляки меняли свои документы. Хотя сегодня в городе официально живёт не более 3000 поляков, в реальности их во много раз больше, так как они подверглись ассимиляции и по документам являются русскими, украинцами и белорусами, также в городе проживает в десятки раз больше людей, в той или иной степени имеющих польские корни.
Динамика численности польского населения в городе Санкт-Петербург
| 1897   | 1926  | 1939  | 1959  | 1970  | 1979 | 1989 | 2002 | 2010 |
| ------ | ----- | ----- | ----- | ----- | ---- | ---- | ---- | ---- |
| 36 729 | 34027 | 20605 | 11662 | 10948 | 9607 | 7955 | 4451 | 2647 |

## История

### Царская Россия

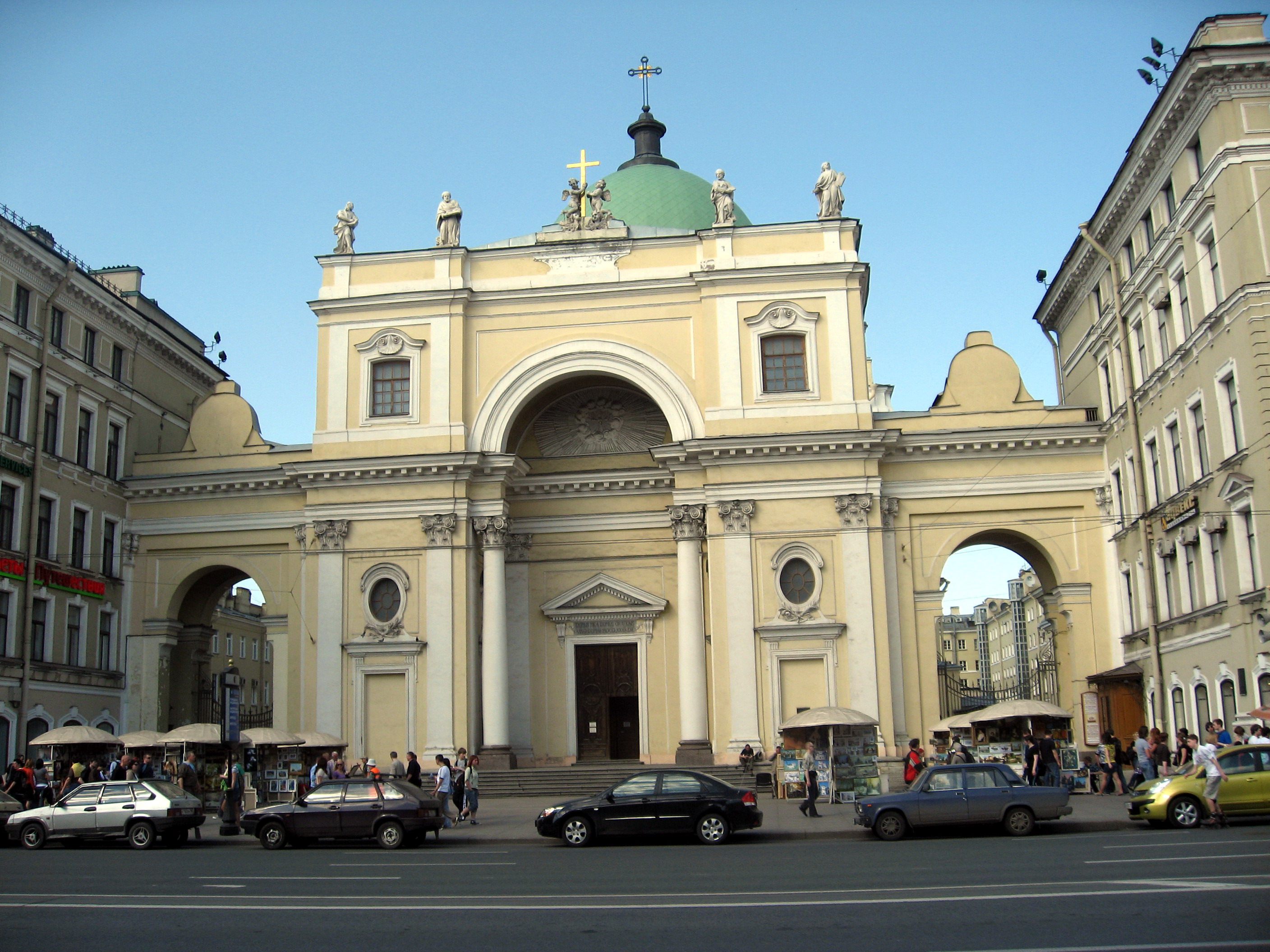
Католический Храм Святой Екатерины Александрийской, в котором был похоронен польский король Станислав Август Понятовский

История польской диаспоры фактически начинается с основанием города, когда Пётр I свозил в Петербург многочисленных строителей и ремесленников, в том числе из Польши. В 1720 году Россия устанавливает дипломатические отношения с Варшавой, и тогда в город прибыло польское королевское посольство.

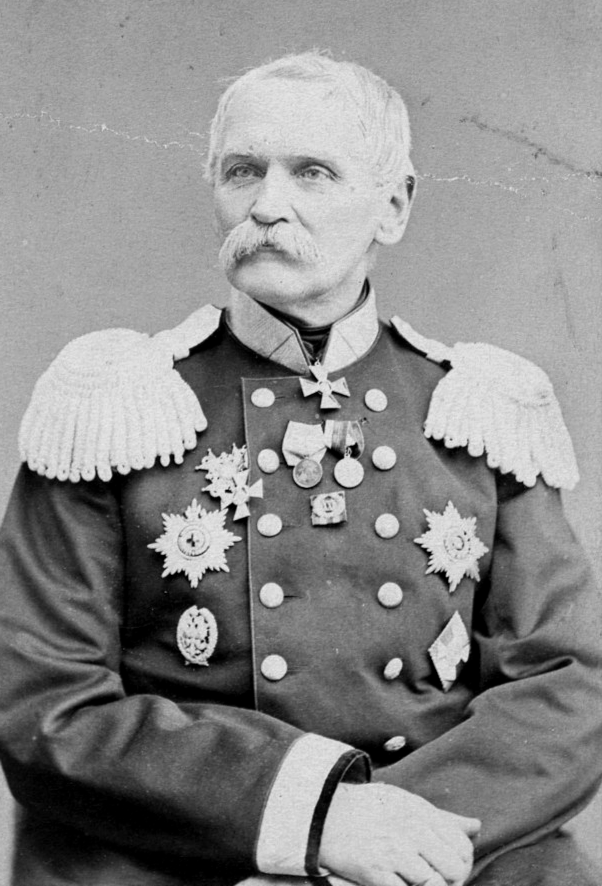
Станислав Кербедз, один из лучших инженеров Петербурга

В результате восстаний в Польше в середине XVIII века Россия в ответ закрывает все польские университеты, что приводит к массовой миграции поляков-студентов в Петербург. Для других поляков Петербург становился местом ссылки, например, для Адама Мицкевича. Также многие польские мигранты прибывали в Петербург для работы и лучшей жизни, из-за ограничений, наложенных на Польшу в результате восстаний, оказалось невозможным получать престижную профессию, что побуждало представителей элиты также приезжать в Петербург, город также привлекал польских аристократов к концу XVIII века, это привело к тому, что до 85% поляков были грамотными, что было очень хорошим показателем для тех временных лет. Позже в городе стала расти доля польских военных и чиновников, а затем и мещан. Многие женщины приезжали из Польши в Петербург, чтобы там работать парикмахерами или портными-дизайнерами. В среде петербургской знати образовался обычай женится на знатных польках.
В 1798 году в базилике святой Екатерины, построенной на средства польской общины, был похоронен последний король Речи Посполитой Станислав Август Понятовский.
Поляки были задействованы в самых разнообразных профессиях, от инженеров и врачей до учителей и священников, и принимали важное участие в культурном и индустриальном развитии города, в частности, польские предприниматели играли важную роль в строительстве железнодорожной сети в России. Польский инженер Кербедз Станислав Валерианович построил первый постоянный мост через Неву, участие в строительстве которого принимали выпускники ремесленного училища польского епископа Антония Малецкого. Польским банкиром Блиохом была основана статистическая школа.
Во второй половине XIX века польская диаспора насчитывала уже 40,000 человек, большинство из которых были рабочими, а к началу I мировой войны их насчитывало уже 70,000 человек, что сделало поляков крупнейшей диаспорой в городе. Многие из них уехали после того, как Польша стала независимой.
Со второй половины XIX века начала XX века в городе выходила газета «Край», на средства, которыми создавалась газета — финансировались польские школы, проводились концерты, выставки и выплачивались стипендии малоимущим полякам-студентам.

### Советский период
Поляки подвергались сталинским репрессиям и расстрелам, по этой причине в 1935—1938 годах указывать свою польскую национальность было опасно для жизни, поэтому многие люди меняли свою национальность в документах. В 1937 году все национальные школы и общественные объединения были ликвидированы. Боязнь за свою жизнь перед репрессиями в период оттепели заменилась молчанием. Это привело к тому, что к 1989 году лишь 30,000 человек указали на свою польскую национальность, в реальности польские корни в той или иной степени имеют в 10 раз больше людей. В таких условиях образовалась поговорка: что это не поляк приехал в Россию, а Россия приехала к ним. Первая польская организация образовалась в 1988 году в эпоху либерализации советского режима и также возрождения польского движения.

## Современность
Сегодня поляки не обладают статусом национального меньшинства в городе. В городе действует национальное объединение «Polonia», состоящее из людей с высшим образованием, при этом лишь 10 % — поляки по документам. Одно из главных условий членства — знание польского языка. Организация проводит уроки по изучению польского языка и сотрудничает с генеральным консульством Польши. Ранее в Петербурге действовала единственная школа в России с углублённым изучением польского языка, закрытая в 2019 году.